# Super Jazz Ashdod
Фестиваль Super Jazz Ashdod является ежегодным джазовым фестивалем, организованным жителем Ашдода, пианистом Леонидом Пташка. Фестиваль учрежден в 2009 году при поддержке городской Компании по культуре. Многие известные музыканты со всего мира принимают участие в фестивале, из стран, как: Чехия, Финляндия, Италия, Израиль, США, Германия, Канада, Россия и многих других.
В 2019 г., фестиваль был отменён муниципалитетом г. Ашдод.